# Adolf Reichwein (Schiff, 1949)
Adolf Reichwein ist der Name eines im Jahr 1949 gefertigten Schiffes, das seit seiner Außerdienststellung im Jahr 1973 ein Ausstellungsstück des Deutschen Meeresmuseums in Stralsund ist. Es wurde auf den Namen des Pädagogen, Kulturpolitikers (SPD) und Widerstandskämpfers Adolf Reichwein getauft.

## Geschichte
Der Kutter wurde als einer der ersten Bauten nach dem Zweiten Weltkrieg im Osten Deutschlands gefertigt. Er entstand als Baunummer FK 09 auf der Boddenwerft Damgarten, wo er am 28. April 1949 zu Wasser gelassen wurde. Nach seiner Indienststellung wurde der 17-m-Kutter zum Fischfang auf der Nordsee und der Ostsee eingesetzt, zunächst mit Heimathafen Saßnitz mit dem Fischereikennzeichen SAS 95, später Stralsund mit dem Kennzeichen STR 190 und zuletzt bis 1969 mit Heimathafen Wolgast unter dem Kennzeichen WOG 115. Fangmethoden waren die Grundschleppnetzfischerei (einzeln) bzw. die Tuckfischerei (paarweise); gefangen wurden hauptsächlich Heringe, Schollen und Dorsche. Letzter Eigentümer war die Fischereiproduktionsgenossenschaft “Bolesław Bierut” in Ueckermünde.
Nach diesem letzten Einsatz im Fischfang drohte die Abwrackung; es gab zudem Überlegungen, den Kutter entweder als Urlaubsschiff oder als Museumsexponat einzusetzen. Letztlich verkaufte der Besitzer des Kutters, der ihn für den Schrottwert von 6.000 Mark der DDR erworben hatte, das Schiff im Jahr 1970 samt Ausrüstung und Zubehör zum Preis von 40.000 Mark an das damalige Meereskundliche Museum Stralsund. Er wurde auf See von Ueckermünde nach Stralsund verbracht. Vom Stralsunder Hafen wurde der Kutter mithilfe einer auf der Volkswerft Stralsund angefertigten Transportkonstruktion mit Gleitkufen am 3. Februar 1973 quer durch die Straßen der Altstadt auf den Hof des Museums transportiert. Vier Schwerlastkraftwagen zogen den Kutter auf seiner Gleitkonstruktion, zahlreiche Helfer bereiteten den Weg mit Gleitblechen und Schmierseife; zwölf Stunden dauerte der Transport des 79 Tonnen schweren Kutters vom Hafen zum Museumshof.
Auf dem Hof des Meeresmuseums wurde der Kutter aufgestellt; Besucher können sich das Schiff auf einem seitlich angebrachten, per Treppe erreichbaren Steg ansehen. Der Kutter wurde mit dem Schriftzug „Adolf Reichwein Sassnitz“ und „SAS 95“ versehen. In den Jahren 1996 und 1997 wurde der Kutter, der stark unter den Witterungseinflüssen gelitten hatte, mithilfe einer Spende der Sparkasse Hansestadt Stralsund und der Ostdeutschen Sparkassenstiftung vom 18. Oktober 1996 in Höhe von 70.000 Deutsche Mark saniert; anschließend wurde er auf seinen Stellplatz im nördlichen Vorhof gesetzt.